# لويس غارسيا فيرنانديز
لويس غارسيا فيرنانديز (مواليد 6 فبراير 1981 في أوفييدو - إسبانيا) لاعب كرة قدم إسباني يلعب حاليا لصالح نادي الدرجة الأولى إسبانيول الإسباني منذ 2005 في مركز الوسط المهاجم كما يجيد اللعب في مركز المهاجم.
بدياته في ريال مدريد
ولد غارسيا في أوفييدو، أستورياس. بعد يمثلون ثلاثة أندية كلاعب شاب بدأ حياته المهنية مهجع ريال مدريد، ظهر للمرة الأولى مع فريق ريال مدويدc ثم تتقدم في عام 2001 إلى كاستيا في دوري الدرجة الثالثة. لعب أول مباراة له مع الفريق الرئيسي في بطولة كوبا ديل ري.
صدر عن مدريد في عام 2003، وانضم غارسيا ريال مورسيا، مما يجعل له الدوري الأسباني لأول مرة يوم 31 أغسطس وسجل ركلة جزاء في التعادل 1-1 خارج أرضه أمام سيلتا فيغو. أنهى أول موسم له مع 11 هدفا كما ظهر في جميع المباريات.
إسبانيول
في الموسم التالي، وفي عام 2005 وقع عقدا لمدة خمس سنوات مع اسبانيول، لعب 49 مباراة بشكل عام في أول موسم له ووأضاف 14 هدفا، بما في ذلك هدفين في نهائي كأس إسبانيا عام 2006، بعد فوزه 4-1 على ريال سرقسطة. في الصيف التي تلت ذلك، مدد عقده حتى عام 2012.غارسيا، غارسيا، وتشكيل شراكة هجومية هائلة مع راؤول تامودو (سجلو 67 هدفا في الدوري 2005-2008)، ساهم برصيد خمسة أهداف خلال جولة النادي 2006-07 الوصيف في كأس الاتحاد الأوروبي، بما في ذلك هاتريك في 23 نوفمبر 2006 مرحلة المجموعات الفوز 6-2 على أرضه ضد SV Zulte-زولت. ومع ذلك، في المباراة النهائية مايو، وقال انه غاب عن محاولة بركلات الترجيح في الخسارة النهائية إلى جانب زميل الدوري اشبيلية.
وكان غارسيا شخصية مهمة لاسبانيول في الحملات الثلاث التالية، لم يلعب أقل من 36 مباراة في الدوري وسجل ما معدله سبعة أهداف.
ريال سرقسطة
```
في 31 أغسطس 2011 - اليوم الأخير من فترة الانتقالات الصيفية - وقع غارسيا البالغ من العمر 30 عاما عقدا لمدة ثلاث سنوات مع 
ريال سرقسطة
. يوم 18 سبتمبر انه سجل هدفين في مرمى فريقه السابق وأيضا اضاع ركلة جزاء، في نجاح 2-1.
```

غارسيا، استطاع ان يسجل فقط هدفين في 33 مبارا في (في ما مجموعه 2297 دقيقة من المشاركة)، بالكاد تجنب الهبوط.
إيوبين
في يوليو 2014، وقع غارسيا عقدا لمدة عامين مع فريق الدرجة الثانية البلجيكي إيوبين (eupen)

## روابط خارجية
- لويس غارسيا فيرنانديز على موقع قاعدة بيانات كرة القدم.إي يو (الإنجليزية)
- لويس غارسيا فيرنانديز على موقع ناشيونال فوتبول تيمز (الإنجليزية)
- لويس غارسيا فيرنانديز على موقع Soccerway.com (الإنجليزية)
- لويس غارسيا فيرنانديز على موقع عالم كرة القدم.نت (الإنجليزية)
- لويس غارسيا فيرنانديز على موقع AS.com (الإسبانية)